# Legio V Iovia

Dibujo de escudo de la legión palatina de Ioviani seniores, según la Notitia Dignitatum.

La Legio V Iovia (Quinta legión «jupiterina») fue una legión romana, reclutada por Diocleciano a finales del siglo III, y aún estaba en servicio a comienzos del siglo V. Su cognomen se refiere al dios Júpiter, de quien Diocleciano (también conocido como Iovianus, "el hombre semejante a Júpiter") era devoto y con quien se identificaba.
La V Iovia estaba acuartelada, junto con la legión hermana VI Herculia, en Pannonia Secunda, una nueva provincia creada con la segregación de la antigua provincia de Pannonia Superior. La legión recibió el ordinal «Quinta» debido a que en Panonia ya había cuatro legiones. El propósito de la legión, teniendo su campamento permanente en Bononia y un castellum avanzado en Onagrinum, era proteger la residencia imperial de Diocleciano en Sirmium (Ilírico).
La Notitia Dignitatum sitúa la legión todavía en Ilírico a comienzos del siglo V.
Es posible que algunos hombres de esta legión y de la VI Herculia formasen los Jovianos y Herculianos, la nueva guardia imperial de Diocleciano. Si esta identificación es correcta, hombres de la V Iovia tenían el apelativo de martiobarbuli, puesto que eran expertos en lanzar pequeños dardos, llevados en cinco en el interior de sus escudos.